# Демирель, Сулейман
Сами́ Сюлейма́н Гюндогду́ Демире́ль (тур. Sami Süleyman Gündoğdu Demirel; 1 ноября 1924[…], Исламкой, Ыспарта — 17 июня 2015[…], Анкара) — турецкий государственный и политический деятель. Премьер-министр Турции (1965—1971, 1975—1977, 1977—1978, 1979—1980, 1991—1993), Президент Турции (1993—2000).

## Биография
В 1949 году окончил инженерно-строительный факультет Стамбульского технического университета. В 1949—1950 и 1954—1955 годах стажировался в США. В 1954—1960 годах — генеральный директор Государственного управления водного хозяйства Турции. В 1960—1964 годах преподавал в Средневосточном техническом университете. В 1961—1965 годах работник американской компании «Morrison-Nadsen», строившей военные объекты НАТО на территории Турции.
Один из основателей Партии справедливости (ПС), с января 1963 года — заместитель, с октября 1964 года — генеральный председатель ПС. С 1964 года депутат парламента. В феврале 1965 года заместитель премьер-министра и в 1965—1993 годах неоднократно занимал пост премьер-министра (1965—1971, 1975—1977, 1977—1978, 1979—1980, 1991—1993), причём его основным соперником был Бюлент Эджевит. В марте 1971 года отстранялся от власти военными.
В 1975—1980 годах с перерывами начал работать в должности заместителя премьер-министра коалиционного правительства. В 1980 году гражданские беспорядки привели к вооружённому перевороту 12 сентября, сместившему его с поста премьер-министра. Сулейман Демирель был вытеснен из политики (1980—1983), и до 1987 года полностью отдалён от политики.
Идейный лидер при создании Партии верного пути (ПВП) («Догру йол»), в 24 сентября 1987 года избран её генеральным председателем.
В 1990—1993 годах вновь премьер-министр, в 1993—2000 годах президент.
Провёл ряд экономических реформ, позволивших индустриализировать страну.
С 13 мая 2015 года находился в больнице с острой респираторной инфекцией и сердечной недостаточностью. Скончался 17 июня 2015 года.
Именем Демиреля назван университет в Казахстане.

## Награды и почётные звания
- Кавалер ордена Короля Томислава с лентой и Большой Звездой (Хорватия, 7 июля 1994 года)[7]
- Памятный золотой орден «Манас-1000» и памятная золотая медаль (Кыргызстан, 28 августа 1995 года) — за активное участие в проведении торжественных мероприятий, посвящённых тысячелетию эпоса «Манас», и выдающийся вклад в укрепление дружбы и сотрудничества между народами Кыргызской Республики и Турецкой Республики[8]
- Кавалер ордена Креста земли Марии на цепи (Эстония, 20 мая 1997 года)[9]
- Кавалер ордена «Манас» I степени (Кыргызстан, 13 ноября 1998 года) — за выдающиеся заслуги в развитии и углублении кыргызско-турецких отношений, дружбы и сотрудничества между двумя народами[10]
- Кавалер ордена «Независимость» (Азербайджан, 12 июня 1999 года) — за большие заслуги в установлении и развитии турецко-азербайджанских дружественных и братских отношений, постоянную поддержку государственной независимости Азербайджана, конструктивную неизменную позицию и ценную деятельность в разрешении Армяно-Азербайджанского Нагорно-Карабахского конфликта, исключительную услуги в становлении и развитии союза тюркоязычных государств[11]
- Кавалер ордена Золотого руна (Грузия, 2000 год)
- Государственная медаль Почёта Турецкой Республики[тур.] (16 июня 2000 года)[12]
- Кавалер ордена «Барыс» I степени (Казахстан, 27 августа 2001 года) — за особые заслуги в развитии казахстанско-турецких отношений, содействие установлению взаимовыгодных политических, экономических и культурных связей между двумя государствами и их народами[13]
- Кавалер ордена Республики (Молдавия, 1 ноября 2004 года) — в знак глубокой признательности за особый вклад в развитие молдо-турецких отношений дружбы и сотрудничества и за поддержку, оказанную Республике Молдова[14]
- Кавалер ордена «Честь» (Азербайджан, 1 ноября 2013 года) — за особые заслуги в укреплении дружественных связей между Турцией и Азербайджаном[15]
- Почётный член Национальной Академии наук Азербайджана[16].
- Почётный гражданин города Бишкек[17].
- Международная премия Низами Гянджеви (Международный центр Низами Гянджеви, Азербайджан)[18].